# 伦敦社会主义核心价值观涂鸦事件

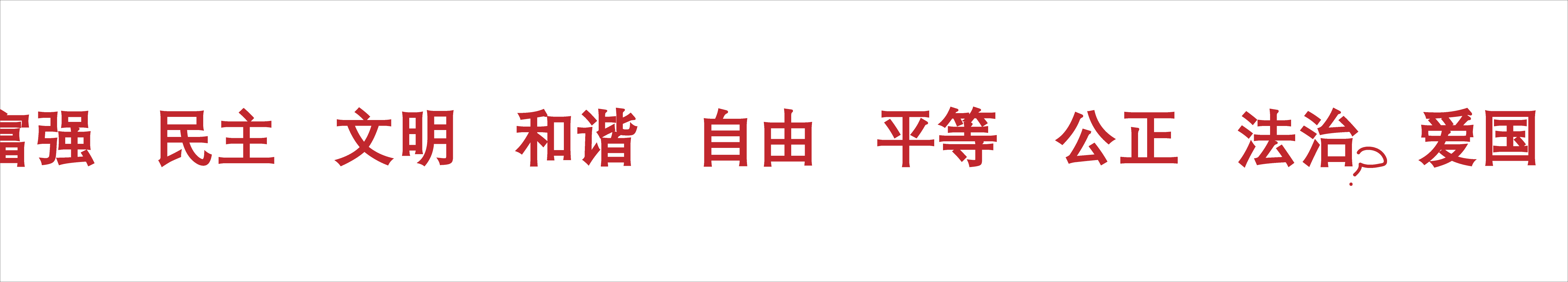
涂鸦早期状态模拟图

2023年8月5日，英国伦敦东区红砖巷主街E16SB两面墙壁的塗鴉被完全涂白，其中一面用红色汉字喷涂上了中国共产党和中华人民共和国政府提倡的「社会主义核心价值观」，即「富強、民主、文明、和諧、自由、平等、公正、法治、爱国、敬业、诚信、友善」。在英国读书的27岁中国大陆留学生王汉铮，以网名「一鹊」在社交媒体公开自称是事件的主要策划人，由他和他的朋友共同实施。

## 背景
红砖巷以其多样化的文化氛围和独特的街头艺术而闻名于世。红砖巷涂鸦作为该地区的一大特色，吸引了来自世界各地的游客和艺术爱好者。许多艺术家在这里留下了他们的作品，包括班克斯、费尔雷、ROA等。
事件发生前，该处有一幅向另一名已逝的涂鸦艺术家马蒂致敬追悼的画作，但画作在此事件中被王汉铮等人涂掉。据报道，每隔几週，这里的涂鸦就会被更新一遍。

## 经过
根据参与者上傳的影片，约有9名年轻人在晚上来到这里参加了喷涂。他们先将墙全部刷成白色，覆盖掉之前墙上的所有涂鸦作品，然后将事先准备的有打印字体的镂空纸板临时贴在墙上，随后喷上红漆。
参与者们事后在「小红书」上分享自己涂鸦的过程，声称当时有许多路人围观，有人对他们威胁、谩骂，但大部分人都表示好奇、喜欢，此外还被偷走了喷漆、包、相机和电脑等。

## 涂鸦墙后续
不少人前往涂鸦墙进行二次创作，他们在“民主”“自由”前面加上“没有”二字，在“文明”“和谐”前面添上“不”字等等。還有人在「平等」二字后以英文加上「但有些人比其他人更平等」；有人在“自由”下用英文写“中国没有自由”；有人在墙上贴上了反对中共中央总书记习近平的标语；还有对女性权益在中国大陆受限的状况表达不满的口号等等。
8月7日清晨，当地政府派人到场涂白了部分墙面，然而新的白漆不久后又被画上新的“三次创作”。有人用黑色喷漆在白墙上写上已故捷克裔法国籍作家昆德拉的名言“对抗极权的斗争，就是记忆与遗忘的斗争”，并列出一系列标志性日子，如1989年6月4日等。中间的一面白墙还被喷上红黄蓝三色，上面用英文喷上“白纸革命”。截至8月7日下午，墙上只剩下“友善”二字，其余社会主义核心价值观相关字眼已被覆盖。7日下午晚些时候，仍然陆续有人来到红砖巷，在此墙面上留下自己的观点。
8月8日，塔村區政府一名發言人表示，區政府致力預防和去除「違法」及「不受歡迎」的塗鴉，並常態性地清除和覆蓋位於公共街道和牆面的塗鴉。
被篡改过的涂鸦墙照片等信息在中国大陆遭到网络审查，图片等内容几乎都被屏蔽。

## 作者表态
王汉铮自稱是一名藝術家及策展人，毕业于皇家艺术学院，曾就读于中国传媒大学摄影专业。他稱自己是一個「麻烦制造者」，又指自己是一個批判者、諷刺者及虚无主义者，研究主要基於古典马克思主义及法蘭克福學派。他表示，作品「沒有太多政治意味，而在討論環境本身。」作者称作品名為「东伦敦社会主义核心价值观—反者道之动」。他解釋称，「在倫敦身上，在自由身上我們看到了逻各斯中心主义，和利用自由的方式，利用去殖民的方式行使著真正的文化输出文化商業化，借自由民主之名彰顯著西方的文化中心，這是倫敦的自由。」他又批評，這樣的自由「便是西方對东方主义的建構，其內里隱藏著極大的文化階段的權利不平等和剝削。」至於作品的誕生，他表示「用社会主义的構建方式來反殖民西方的虛假自由，讓我們看看這會碰撞出什麼。」他还表示，「很遺憾遮住了很多藝術家的作品，可能這就是自由的代價，那讓我來做放大這種代價的壞人吧。」
王汉铮否認「法治」二字上的問號是本人所加，表示「真不是高級黑」。
8月7日，王汉铮表示，在国内的家人没有受到来自政府的压力，却遭受“网暴”攻击，被网民电话滋扰，对此感到困扰。他还针对此发表了千字声明，对其当前现状和外界的一些疑问做了说明，并表示自己需要帮助。他还称覆盖涂鸦前已征得当地涂鸦者同意。
8月25日王汉铮在BBC专访中称希望借该作品“测试西方民主自由”。

## 解读和评论
- 中国大陆支持此事件的亲建制派中，有观点认为这件事是应受到保护的言论自由，也有持相同立场的亲建制派为这种“文化输出”感到自豪，認為这是將「社會主義核心價值觀輸出西方」；反对此事件的亲建制派中，则有观点质疑相关事件是“高级黑”（即明赞暗讽）的一种形式，另有观点担忧此行为「會否造成當地輿論對華人更加的不友好」。[19][11]
- 中国大陆以外，这部作品遭到了大量批评，有观点质疑阻碍言论自由不是言论自由的一部分，且对他人艺术的残酷破坏不能被认为是正当的。[19]
- 有許多塗鴉創作者對於上述行徑感到不滿，因為该作品以一片白牆和標語覆蓋了许多此前的涂鸦作品，其中還有紀念逝者的創作和已故艺术家的创作，因此許多艺术家會刻意避開，如今卻被這些標語「毀於一旦」。[20][11][21]也有人认为「本來就是自由塗鴉區，不需要太敏感」[5][22]。
- 社交媒体知名博主“李老师不是你老师”表示：“不得不说，我认为这个作品很成功，它真的就像是它的策划人说的那样，让人一秒回到中国。这一整个行为也是一个很形象，很『中国』的艺术品。那就是当『中国』来了以后，粗暴，不尊重也不考虑他人地将所有的一切灿烂缤纷的文化都一併清除，只留下白底红字的他们自己都没办法践行的24字戒律。”[10]
- 环球时报前社长胡锡进表示，几名中国大陆留学生是“出于好意”创作作品，呼吁中国大陆社会把它当街头艺术看，要对“外界搞的各种引申”不为所动。[16]
- 独立媒体联合创始人叶荫聪在香港《明报》评论认为，该行为体现了在一些接受西方教育的中国大陆年轻知识精英中所流行的逻辑，既诉诸西方批判理论反西方，又呼唤“正常中国”，但艺术手法并不太高明，反而给人一种更怪异的中国大陆的印象，体现了中国大陆当下所处的“后极权主义”状态[23]。
- 端传媒的报道中指出，英国本地媒体对此事并没有很大的反应，相關討論主要限於中文互聯網上。[17]

## 外部連結
- 伦敦涂鸦墙 Archives - 中国数字时代
- 中國留學生油白倫敦塗鴉牆噴「社會主義核心價值觀」24字 翌日即遭二創 （页面存档备份，存于）
- 倫敦塗鴉牆遭中國留學生噴24字「社會主義標語」！ 反被二創成辱華新地標｜鏡週刊